# Вічне повернення (філософія)
 Циклічність (або вічне повернення)  — концепція сприйняття світу як вічно повторюваних подій.

## Західний напрямок

### Античність

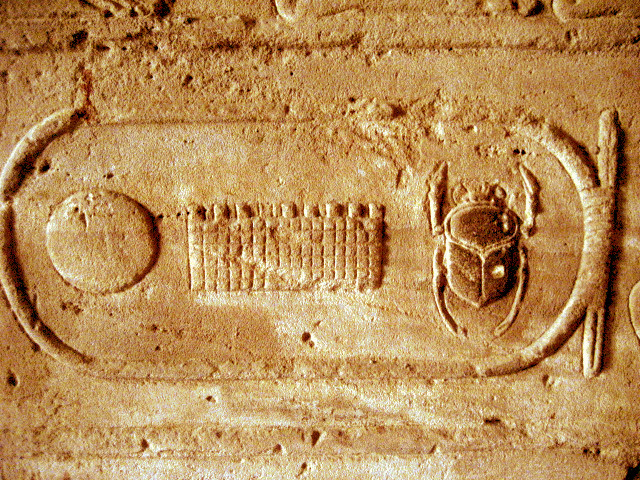
Священний скарабей, зображення на картуші

Концепція про циклічність часу була сформована у Стародавньому Єгипті. Символом вічного руху й відродження життя був жук-скарабей. Звідти уявлення про циклічність потрапили до Стародавньої Греції. Їх розвинули у своїх працях  піфагорійці та стоїки. Піфагорійці пов'язували циклічність, тобто існування часових відрізків рівної довжини, зі світовою гармонією. 

### Середньовіччя
Символ циклічності Уроборос, змії, яка пожирає свій хвіст, використовували алхіміки. 

### Новий час
У XVII ст. концепцію вічного повернення розробляв філософ та фізик Томас Браун у книзі Religio Medici (1643); у XIX ст. Артур Шопенгауер, одним з джерел філософії якого були Упанішади, і Фрідріх Ніцше у творах «Весела наука» і «Так казав Заратустра». Останнім часом ця концепція отримала нову інтерпретацію та подальший розвиток в рамках кліодинаміки.

## Східний напрямок

### Індуїзм

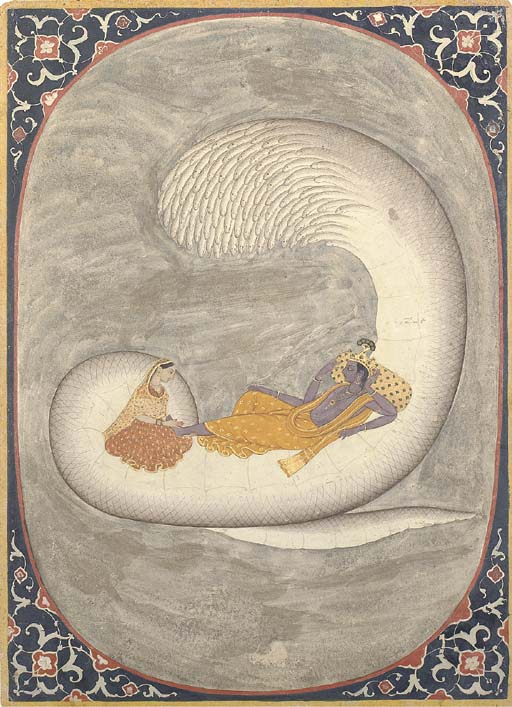
Вішну відпочиває на Ананта-Шеші, в той час як Лакшмі масажує його «лотосні стопи»

Самсара зображає нескінченність кола перероджень і пошуку звільнення. Часто її позначають колесом життя або бхавачакрою. 
Іноді «Вічний час» зображують у вигляді змія Ананта-Шеші
Згідно з «Бхаґавата-Пураною», Шеша  — це аватара Бога також відома під іменем Санкаршана. В Пуранах описується, що Шеша підтримує на ковпаках своїх голів всі планети Всесвіту та постійно зайнятий оспівуванням слави й імен Вішну своїми незліченними вустами. 
Ананта-Шешу зазвичай зображують як гігантського змія, згорнутого кільцями в космічному просторі, який плаває у водах причинного вселенського океану. Його кільця виступають як місце відпочинку для Вішну і Його вічної дружини Лакшмі. Його зображують п'ятиголовим, семиголовим, і найчастіше  — з безліччю голів, на кожній з яких він носить оздоблену дорогоцінним камінням та візерунками корону. 

### Буддизм
У ваджраяні концепція циклічності виражена в Калачакрі.

## Циклічність в інших культурах
Циклічність часу також показана в календарях майя, інків та ацтеків. 
Також присутня в концепціях П. Д. Успенського. 

## Ренесанс

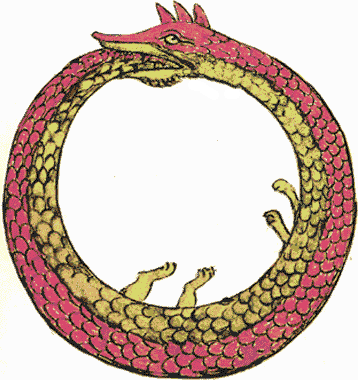
Уроборос

Символ Уробороса, змії або дракона, що пожирає свій власний хвіст, є алхімічним символом par excellence вічного повернення. Алхіміки-фізики Ренесансу і Реформації знали про існування ідеї вічного повернення; фізик і філософ Томас Браун у своєму Листі до друга бл. 1657 пов'язав Уроборос з ідеєю вічного повернення таким чином:
|  | те, що перший день повинен скласти останній, і що хвіст змії повинен повернутися в її рот саме в той час, і вони повинні сплестися в день свого народження, це справді чудесний збіг, який астрологія, попри всі свої хитромудрі намагання розв'язати, все ще не може передбачити навіть приблизно. Оригінальний текст (англ.) that the first day should make the last, that the Tail of the Snake should return into its Mouth precisely at that time, and they should wind up upon the day of their Nativity, is indeed a remarkable Coincidence, which tho Astrology hath taken witty pains to salve, yet hath it been very wary in making Predictions of it. |

## У творчості Фрідріха Ніцше
Поняття «вічного повернення», тобто ідея про те, що на безкінечному відрізку часу зі скінченним числом подій, усе повторюється знову й знову до безкінечності, займає центральне місце в працях Фрідріха Ніцше. Як Гайдеггер вказує у своїх лекціях про Ніцше, вперше Ніцше згадує про вічне повернення в афоризмі 341 у «Веселій науці» (наведений нижче). Ніцше формулює це поняття у вигляді уявного експерименту, а не постулює його як факт. Згідно з Хайдеггером, питання вічного повернення — може це бути правдою чи ні — посіло значне місце в сучасній філософії: «Спосіб, у який Ніцше окреслює першу думку про „найважчий тягар“ [вічного повернення] робить зрозумілим, що ця „думка думок“ є разом з тим „найбільш обтяжливою думкою“».
Ідея про вічне повернення трапляється в деяких з його робіт, зокрема в §285 і §341 із «Веселої науки», а потім у «Так казав Заратустра». Найповніше ця тема розкрита в роботі під назвою «Нотатки про вічне повернення»,  яка нещодавно[коли?] була опублікована разом з версією Серена К'єркегора про вічне повернення, яке він називає «повторенням». Ніцше підбиває підсумок своїх думок найбільш лаконічно, коли звертається до читача: «Все повернулось. Сіріус, і павук, і думки твої в цей момент, і ця остання з твоїх думок, що все повернеться». Втім, він також висловлює свою думку докладніше і, можливо, в кращій формі, коли говорить своєму читачеві:
|  | «Ким би ти не був, о улюблений незнайомцю!, якого я зустрів тут уперше, скористайся з цієї щасливої години й цієї тиші навколо нас і над нами, і дозволь мені сказати тобі дещо про думку, яка раптом постала переді мною, як та зірка, що бажає пролити вниз свої промені на тебе й на кожного, як і личить природі світла. — Товаришу людино! Все твоє життя, як пісочний годинник, завжди буде перевертатись і знову збігати, — довгий період часу пройде перш ніж всі ці умови, які призвели до твоєї появи, знову повернуться на колесі космічного процесу. І тоді ти знову пізнаєш всі болі й всі задоволення, кожного друга й кожного ворога, всі надії та всі помилки, кожну травинку й кожен промінь сонця, і всю структуру речей, яка формує твоє життя. Це кільце, в якому ти лише крупинка, буде блищати заново завжди. І в кожному з цих циклів людського життя буде година, коли вперше, спочатку одна людина а потім багато хто, усвідомлюватиме могутню думку про вічне повернення всіх речей: - а для людства це завжди година опівдні» |

.